# Ausspann

Historische Ansichtskarte der früheren Ausspannwirtschaft Klein Buchholzer Turm (Haus Noltemeyer) in Hannover, Klein-Buchholz (um 1900)

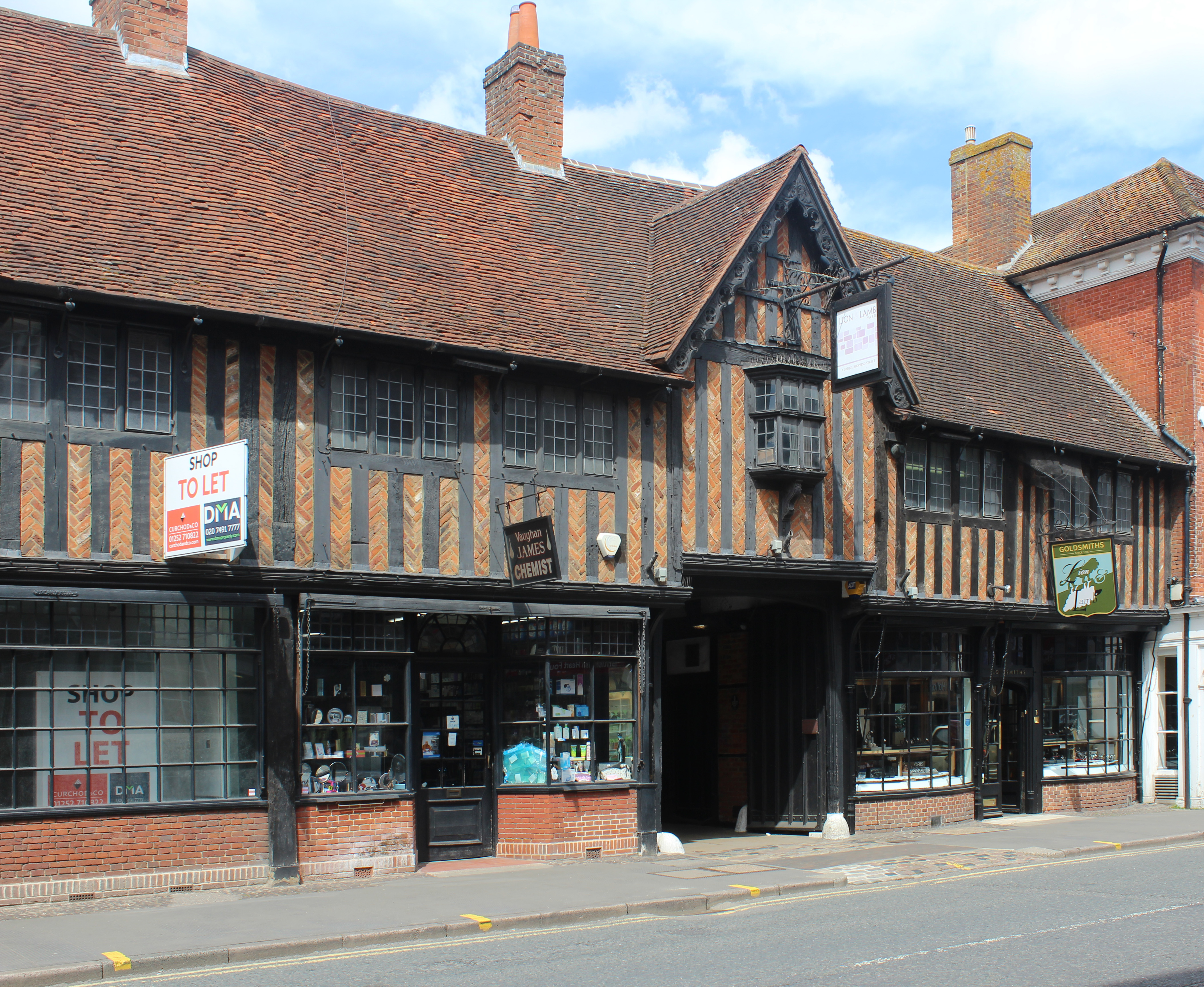
Das Lion and Lamb, ein ehemaliger Ausspann in Farnham aus dem Jahr 1537. In der Mitte des Gebäudes die Durchfahrt für Kutschen in den Hof.

Der Ausspann, regional auch die Ausspanne, ist eine früher übliche Bezeichnung für ein Gasthaus oder eine Schänke an alten Handelsstraßen, das Raum zur Unterbringung von Pferden und Wagen der Reisenden bot.
Auf langen Handelsreisen war es erforderlich, Übernachtungspausen einzulegen. Der Begriff „Ausspanne“ weist auf ein Gasthaus mit der Möglichkeit zum Ausspannen der Pferde aus den Fuhrwagen und Kutschen hin, also auf die Übernachtung der Reisenden und das Unterstellen der Tiere im Stall. Allgemein wurden solche Gasthäuser auch als Ausspannwirtschaft oder Ausspannlokal bezeichnet.
Im heutigen Sprachgebrauch ist das Verb ausspannen (sich erholen, entspannen) noch gebräuchlich, obwohl sein wörtlicher Sinn verlorengegangen ist.
Beispiel:
- Ausspannplatz